# ماري كيو. ستيل
ماري كيو. ستيل (بالإنجليزية: Mary Q. Steele)‏ (8 مايو 1922، تشاتانوغا في الولايات المتحدة - 6 يوليو 1992)؛ كاتِبة مُتخصِّصة في أدب الأطفال، عالمة وروائية أمريكية.